# NGC 5214A
NGC 5214A је спирална галаксија у сазвежђу Ловачки пси која се налази на NGC листи објеката дубоког неба.
Деклинација објекта је + 41° 51' 54" а ректасцензија 13h 32m 47,2s. Привидна величина (магнитуда) објекта NGC 5214 износи 15,0 а фотографска магнитуда 15,8. NGC 5214A је још познат и под ознакама MCG 7-28-29, KCPG 381A, IRAS 13306+4207, PGC 47679.